# Kopanka Pierwsza
Kopanka Pierwsza (Kopanowo, do 1945 – Hoppenau) – osada w Polsce położona na terenie depresji nad rzeką Nogat w województwie warmińsko-mazurskim, w powiecie elbląskim, w gminie Gronowo Elbląskie, na obszarze Żuław Elbląskich.
Zasiedlona od początku XVII wieku przez osadników holenderskich – Mennonitów z Fryzji. Pierwsze wzmianki o lokalizacji osady przy opisie granic w dokumentach komturstwa elbląskiego datowane zostały na 1402 rok.
Jedną z pierwszych rodzin osadników, była rodzina Froese z okolic Delftu z Fryzji.
Sołtys wsi wzmiankowany w 1811 roku to Johann Froese.
W latach 1975–1998 miejscowość administracyjnie należała do województwa elbląskiego.